# Devon Toews
Devon Toews (* 21. Februar 1994 in Abbotsford, British Columbia) ist ein kanadischer Eishockeyspieler, der seit Oktober 2020 bei der Colorado Avalanche in der National Hockey League unter Vertrag steht. Mit dem Team gewann der Verteidiger in den Playoffs 2022 den Stanley Cup. Zuvor verbrachte er vier Jahre in der Organisation der New York Islanders.

## Karriere
Devon Toews wurde in Abbotsford geboren und spielte in seiner Jugend unter anderem für die Fraser Valley Bruins, bevor er zur Saison 2011/12 zu den Surrey Eagles in die British Columbia Hockey League (BCHL) wechselte. In der BCHL, die als zweithöchste Juniorenliga der Region unter der Western Hockey League angesiedelt ist, verzeichnete er in seiner Debütsaison 29 Scorerpunkte in 54 Spielen und wurde infolgedessen ins All-Rookie Team der Liga gewählt. Im Folgejahr gewann er mit den Eagles die Playoffs um den Fred Page Cup, während er persönlich als bester Abwehrspieler ausgezeichnet sowie ins First All-Star Team der Coastal Conference gewählt wurde. Anschließend wechselte Toews in den US-amerikanischen Hochschulsport und somit in die National Collegiate Athletic Association (NCAA), wo er fortan mit dem Team der Quinnipiac University am Spielbetrieb der ECAC Hockey teilnahm. Nach der Spielzeit 2013/14 wurde er zudem im NHL Entry Draft 2014 an 108. von den New York Islanders ausgewählt. Vorerst war der Kanadier jedoch zwei weitere Jahre im Collegesport aktiv, wobei er 2016 mit der Mannschaft die Meisterschaft der ECAC gewann und persönlich ins Second All-Star Team der Liga berufen wurde.
Schließlich unterzeichnete Toews im April 2016 einen Einstiegsvertrag bei den New York Islanders und wurde anschließend bei deren Farmteam, den Bridgeport Sound Tigers, in der American Hockey League (AHL) eingesetzt. Dort verzeichnete er in seiner ersten Profisaison 45 Punkte in 76 Partien, nahm am AHL All-Star Classic teil und wurde am Ende der Spielzeit ins AHL All-Rookie Team gewählt. In der Folge wurde seine Entwicklung aufgrund einer Schulterverletzung zurückgeworfen, aufgrund derer er die zweite Hälfte der Saison 2017/18 verpasste. Dennoch wurde er im Dezember 2018 erstmals in den Kader der Islanders berufen und debütierte wenig später in der National Hockey League (NHL). Dort etablierte er sich zur Saison 2019/20.
Nach vier Jahren in der Organisation der Islanders wurde Toews im Oktober 2020 zur Colorado Avalanche transferiert. Im Gegenzug erhielt New York jeweils ein Zweitrunden-Wahlrecht in den NHL Entry Drafts 2021 und 2022. Zum Zeitpunkt des Transfers hatte der Verteidiger den Status eines restricted free agent, bevor er sich wenig später mit seinem neuen Team auf einen neuen Vierjahresvertrag einigte, der ihm ein durchschnittliches Jahresgehalt von 4,1 Millionen US-Dollar einbringen soll. In der Saison 2021/22 steigerte er seine persönliche Statistik deutlich auf 57 Scorerpunkte aus 66 Partien, bevor er mit dem Team in den Playoffs 2022 den Stanley Cup gewann. In weiterer Folge erhielt er im Oktober 2023 einen neuen Siebenjahresvertrag in Colorado, der mit einem Gesamtvolumen von 50,75 Millionen US-Dollar dotiert ist.

## Erfolge und Auszeichnungen
| - 2012 BCHL All-Rookie Team - 2013 Fred-Page-Cup-Gewinn mit den Surrey Eagles - 2013 BCHL (Coastal) Best Defenseman - 2013 BCHL (Coastal) First All-Star Team - 2016 Whitelaw-Cup-Gewinn mit der Quinnipiac University | - 2016 ECAC Second All-Star Team - 2017 Teilnahme am AHL All-Star Classic - 2017 AHL All-Rookie Team - 2022 Stanley-Cup-Gewinn mit der Colorado Avalanche |

### International
- 2025 Gewinn des 4 Nations Face-Off

## Karrierestatistik
Stand: Ende der Saison 2024/25

### International
Vertrat Kanada bei:
- 4 Nations Face-Off 2025

(Legende zur Spielerstatistik: Sp oder GP = absolvierte Spiele; T oder G = erzielte Tore; V oder A = erzielte Assists; Pkt oder Pts = erzielte Scorerpunkte; SM oder PIM = erhaltene Strafminuten; +/− = Plus/Minus-Bilanz; PP = erzielte Überzahltore; SH = erzielte Unterzahltore; GW = erzielte Siegtore; 1 Play-downs/Relegation; Kursiv: Statistik nicht vollständig)